# 森山総合公園
森山総合公園（もりやまそうごうこうえん）は、岩手県胆沢郡金ケ崎町西根森山地区にある、第3セクター財団（財団法人金ケ崎町生涯スポーツ事業団）が指定管理者として管理している総合運動施設。
胆江地区（金ケ崎町、奥州市）及び北上市からの利用が大部分を占めている。
指定管理者である財団が、公園の単なる管理にとどまらずスポーツの拠点として積極的に活用、全国高等学校野球選手権岩手大会の会場を初め様々な大会を誘致し通年活発に利用されるなど、金ケ崎町民の運動施設としてだけではなく、幅広い地域、幅広い年齢層、そしてスポーツ関係者に愛好されている。

## 概要歴史
- 生涯スポーツセンターは平成5年12月オープン
- 野球場・競技場・テニスコートは平成6年4月オープンし、公園全体が稼動
- パークゴルフ場は平成18年オープン
- 厚生労働大臣認定健康増進施設を生涯スポーツセンターが取得する
（平成10年10月26日付）
- 年間利用者は9万人強(うち約半数が金ケ崎町民の利用)
北上市に競合施設が出来る平成12年より以前の利用者は、年間10万人

## 施設概要
- 生涯スポーツセンター
温水プール（25m 6コース）公認プール、エアロビクススタジオ、アスレチックジム、
スカッシュコート（2面）日本スカッシュ協会公認コート、
ラケットボールコート（2面）公認コート
会議室、ロッカー室（シャワー・サウナを備える）等
- 野球場
両翼92m、中堅122m
- 陸上競技場
第3種公認競技場、全天候型、400m8コース
- テニスコート
砂入人工芝6面
- パークゴルフ場
3コース27ホール
- 所在地
岩手県胆沢郡金ケ崎町西根森山31-2

## 呼称
- 森山スポーツセンター
一般的には、生涯スポーツセンターの呼称である
- 森山総合運動公園、森山運動公園
新聞等でも時折使用されているが、誤った呼称である。

## 主なイベント
- 金ケ崎マラソン
毎年6月第1日曜日に開催。森山総合公園陸上競技場が発着点。
3km・5km・10km・ハーフマラソンコースが設定されている。
(ハーフマラソンコースは日本陸連公認コース。)
- 全国高等学校野球選手権岩手大会
野球、テニス、ソフトテニス、陸上の大会が多い
- スポーツ教室
エアロビクス教室、小学生対象の水泳教室等、多岐にわたる。
- 森山CUP大会
スポーツ教室同様、種目が多い。
競歩・スカッシュ・ラケットボールにおいては県外からの参加も多い。
特に、ラケットボール大会では国際ランキング上位選手の参加もある。

## 交通
- JR金ケ崎駅より車で約10分程度
- JR北上駅より車で約20分程度